# Diaparsis egregia
Diaparsis egregia là một loài tò vò trong họ Ichneumonidae.